# Крюйс, Корнелиус
Корнелиус Крюйс (норв. Kornelius Crøys; нидерл. Cornelis Cruijs; в России — Крюйс Корнелий (или Корнилий) Иванович; 14 июня 1655, Ставангер — 3 (14) июня 1727, Санкт-Петербург) — русский адмирал (1721) норвежского происхождения, первый командующий Балтийским флотом (1705—1713).

## Биография

### Детство
Человек, прославившийся как Корнелиус Крюйс, родился 14 июня 1655 года в норвежском городе Ставангере, в семье портного Уле Гундфастесена (? — ноябрь 1668) и его жены Апелуне Кук (1627 — 23 мая 1705). Мальчик родился до того, как его родители поженились, поэтому официальную дату его рождения родители перенесли на 2 года позже. При крещении, проведённом по лютеранскому обряду, мальчик был наречён Нильсом Ульсеном. Будущий российский адмирал изменил своё имя и фамилию только после поступления на голландскую службу. Семья Крюйса была небогатой, но, по понятиям XVII века, и не бедствовала: на отца Нильса Ульсена работал подмастерье, а сам Уле Гундфастесен вырастил шестерых детей — двух девочек и четверых мальчиков, в числе которых был и Нильс. Дом семьи Гундфастесенов располагался в районе Беккенклейва, где (по состоянию на 1999 год) находилась резиденция мэра Ставангера. Когда Нильсу было 7 лет, его семья переехала из Беккенклейва и поселилась на косогоре напротив современной набережной Скаген, чуть ниже и в стороне от существующей башни Валбергторнет. Новый дом семьи Нильса находился всего в 30—40 метрах от гавани Ставангера: юный Нильс Ульсен рос в буквальном смысле слова на морском берегу, поэтому неудивительно, что свою взрослую жизнь он связал именно с морем.

### Жизнь в 1668—1695 годах
В ноябре 1668 года Нильс потерял отца. Вскоре после смерти, мать Нильса, Апелуне, отправила 14-летнего подростка Нильса Ульсена в море, определив его, вероятнее всего, на голландский корабль, который и доставил Нильса в Нидерланды. Дальнейшее продвижение Крюйса на голландской службе произошло во многом благодаря его связям с Норвегией и норвежцами — во времена молодости Крюйса между Нидерландами и юго-западной Норвегией существовали тесные связи.
О последовавших 12 годах жизни Корнелиуса Крюйса практически ничего не известно. По собственному признанию Крюйса, в 1672—1673 годах (то есть во время Второй англо-голландской войны) он служил матросом в голландском флоте. Вновь имя будущего адмирала появляется в источниках лишь в 1680 году. Уже тогда он являлся капитаном торгового судна «Африка», бравшего на борт в Лиссабоне соль, сахар и фрукты. Письменные сведения о его морских плавания в тот период отличаются скудостью и крайней неполнотой. Из голландских документов известно лишь, что он работал на девятерых судовладельцев и до поступления на службу в Амстердамское адмиралтейство (1696) побывал в трёх частях света: Европе, Азии, Америке. Подлинно известно, что он посетил Испанию, Португалию, Нидерланды, Данию и некое итальянское государство. Сам же Крюйс, в одном из собственных писем, утверждал, что служил шести монархам и трём республикам.

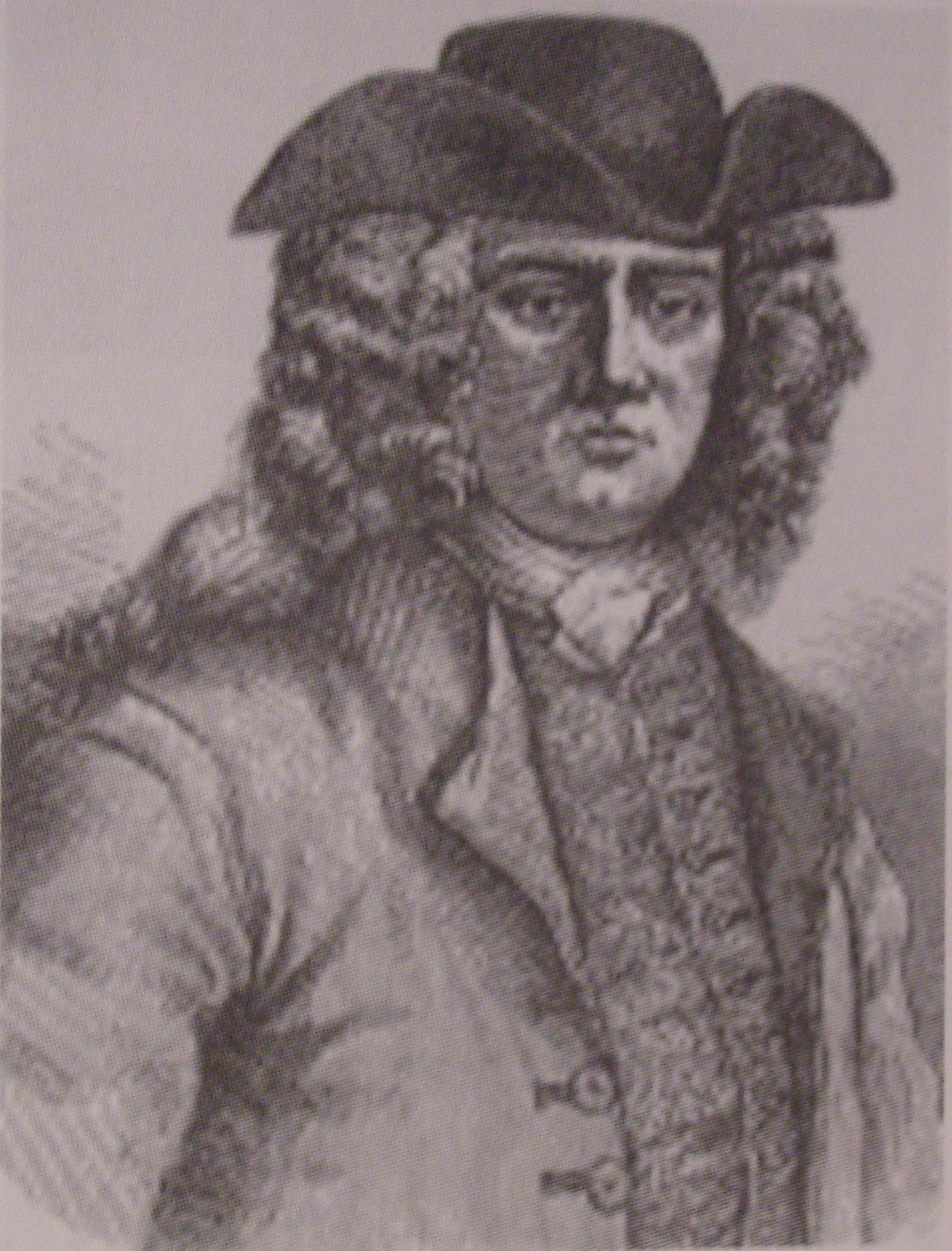
Корнелиус Крюйс около 1678 года, гравюра голландца Кнейна.

В 1681 году Крюйс женился на молодой девушке по имени Катарина Фоогт, дочери голландского капитана и купца Клааса Пиетерсона Фоогта и его супруги Жаннетье Янс. Оба новобрачные были протестантами: Крюйс принадлежал к лютеранской церкви, а Катарина — к реформатской. В браке с Катариной у Крюйса родилось пятеро детей, из них двое скончались в детском возрасте. Трое остальных — дочь Юханна (1682) и двое сыновей, Ян (1688) и Рудольф (1690) очень редко видели отца на протяжении многих лет.
Крюйс часто ходил на торговых судах в Португалию и Испанию (островной порт Кадис Крюйс посетил ещё во время своей юности). Также он водил корабли в Южную Америку с грузами для голландской колонии Кюрасао, кроме того, занимался доставкой товаров на Кубу. Некоторые исследователи также полагают, что в эти рейсы Крюйс занимался распространённой в ту эпоху работорговлей. Водил Крюйс корабли и в Ост-Индию, в последней, а также в Нидерландах он занимался подъёмом затонувших кораблей.

### Карьера капера
Во время своих плаваний Крюйсу приходилось и каперствовать. Такого рода занятия в эпоху первоначального накопления капитала были обычным делом капитанов хорошо вооружённых торговых судов. Так однажды, около 1689 года, на обратном пути с Кубы он взял в качестве приза шедшее из Санто-Доминго французское купеческое судно.
Но через два года удача отвернулась от самого Крюйса. В то время шла война между Францией и Нидерландами и корабль Крюйса на пути из Испании в Нидерланды захватили французские каперы. В октябре 1691 года его бывший корабль каперы привели на буксире во французский порт Брест, а самого его бросили в тюрьму.
Попав в столь сложную жизненную ситуацию 36-летний Крюйс не отчаялся. Он обратился к своей семье в Ставангер за доказательствами, что он является норвежцем, то есть датским подданным. Так как Дания не находилась на тот момент в состоянии войны с Францией, то в том случае, если бы Крюйс получил необходимые документы, подтверждающие его датское подданство, захват его корабля и арест его самого следовало бы по французским законам признать неправомерным. Почти полгода Крюйс провёл в тюрьме, прежде чем полицмейстер Ставангера по запросу его матери отослал метрику Крюйса во Францию, а матери выдал её копию. После того как Крюйс заручился необходимыми доказательствами своей принадлежности к датскому подданству, французские власти «выразили сожаление» по поводу захвата капитана корабля из нейтрального государства, освободили его из тюрьмы и вернули корабль.
Несмотря на выпавшие на его долю неприятности и на по-прежнему продолжавшуюся войну, Крюйс на протяжении трёх последующих лет продолжал совершать челночные плавания между Кадисом и Амстердамом. Какие грузы доставлял он из Испании в Нидерланды, неизвестно. Из Нидерландов же в Испанию он доставлял сыр, который охраняло от корабельных крыс пять кошек. После двадцатипятилетних плаваний по морям и океанам капитан Крюйс стал очень деятельным и искусным специалистом по навигации и кораблевождению, а кроме того, приобрёл хороший военно-морской опыт.

### Служба в голландском Адмиралтействе и переход на русскую службу
В 1696 году Корнелиус Крюйс завершил свою службу на торговых судах частных судовладельцев и начал служить в амстердамском Адмиралтействе. Хотя Крюйс и был приписан к военному ведомству, тем не менее военного чина он не имел. Поначалу Крюйсу представили лишь временную работу на три месяца, но с октября 1696 года он получил постоянную должность унтер-экипажмейстера. В круг его обязанностей в течение двух лет входили снаряжение и надзор за нидерландскими военными кораблями.
Жизнь на берегу обернулась для Крюйса непредвиденными неприятностями. В сочельник 1696 года расчёт с бондарем за несколько корабельных бочек, починённых им для Крюйса, обернулся для последнего неприятной историей. Бондарь, недовольный низкой оплатой, в бешенстве покинул меблированные комнаты жилища Крюйса, а затем вернулся с большой оравой своих приятелей и крепко ударил унтер-экипажмейстера прямо по лицу, в результате чего Крюйс, моряк немалого роста (около 190 см) был опрокинут на спину, после чего напавшая на него орава ушла, оставив его с больной головой.
В новом, 1697 году, влиятельные чиновники амстердамского Адмиралтейства возложили на Корнелиуса ответственность за недостачи в казне, одновременно обвинив его в погрузке недоброкачественного продовольствия на одно из нидерландских судов. Зимой 1698 года возникла новая проблема — над Крюйсом нависла угроза увольнения и безработицы: война 1688—1697 годов наконец завершилась, а заключение мира влекло за собой неизбежное последствие — сокращение личного состава в военно-морском флоте. Внезапно на жизненном горизонте Крюйса появилась новая надежда: друг Корнелиуса, амстердамский бургомистр Николаас Витсен в ноябре 1697 года намекнул ему, что русский царь Пётр I желает нанять Крюйса для строительства русского военно-морского флота.
Пётр I, в то время находившийся в Нидерландах в составе Великого посольства, первоначально надеялся нанять на русскую военно-морскую службу прославленного голландского вице-адмирала Гилля Шхея, однако тот отклонил предложение царя и со своей стороны вежливо предложил вместо себя кандидатуру Корнелиуса Крюйса. Общаясь с голландскими офицерами и кораблестроителями во время своего обучения на голландских верфях, царь Пётр слышал много лестных отзывов о Корнелиусе Крюйсе, моряке, обошедшем весь мир. По свидетельству очевидцев, Пётр I встречался с Крюйсом и «был очень им доволен». Вероятно, благоприятное впечатление царя от встреч с Крюйсом, а также рекомендации Николааса Витсена, бывшего давним другом Петра I, позволили Крюйсу поступить на русскую военно-морскую службу. Сначала Крюйс колебался, принять или не принять предложение царя Петра: Россию в те времена «считали форпостом варварства перед европейской цивилизацией», но в конце концов, он согласился и 9 апреля 1698 года подписал контракт о своём поступлении на русскую службу. По условиям контракта Корнелиус Крюйс получил чин вице-адмирала, годовой оклад в размере 9000 гульденов (годовой оклад вице-адмирала нидерландского флота составлял на тот момент 2400 гульденов), аванс в размере полугодового жалованья, а также возможность получить прежнюю должность в амстердамском Адмиралтействе, если он не захочет продлить контракт с русскими властями через 3—4 года. В том случае, если неприятель захватит Крюйса в плен, царь обязывался его выкупить. Кроме этого, Крюйсу был предоставлен личный переводчик — Иван Кропоткин, говоривший по-голландски, двое служителей, личный секретарь, пять человек прислуги, среди которых был и лютеранский пастор.
В июне 1698 года на борту одного из четырёх кораблей, отправлявшихся в Россию с 600 нанятыми в период Великого посольства голландскими моряками, мастерами и подмастерьями, Корнелиус Крюйс покинул Нидерланды. По пути в Россию Крюйс передал своей матери и сестре копию составленного им перед отбытием из Нидерландов завещания, касающегося имущества, унаследованного им в Ставангере от отца. 15 августа 1698 года Крюйс высадился в Архангельске, а ещё через месяц прибыл в Москву.

### Работа в Воронеже (1698—1702)

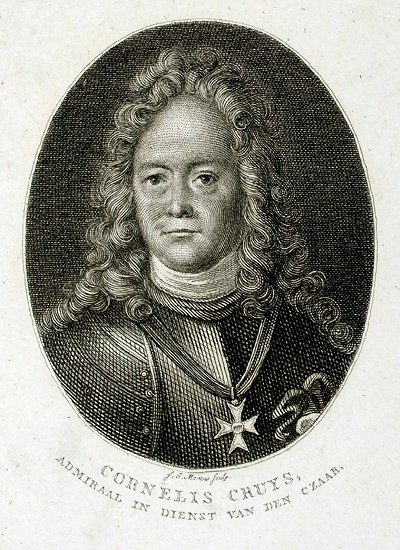
Адмирал Корнелиус Крюйс

Пётр I, возвратившийся из Великого посольства в Москву на несколько недель ранее Крюйса, встретил вице-адмирала со всеми почестями. И вскоре Крюйс вместе с царём отправился в Воронеж, куда и прибыл в конце октября 1698 года.
Пётр I, по прибытии в Воронеж, поручил Крюйсу надзор за уже имевшимися в Воронеже кораблями и верфями. Однако, флот, построенный учреждёнными Петром I кумпанствами, оказался в негодном состоянии: Крюйс держался мнения, что полагаться на корабли этого флота не стоит и необходимо приступать к строительству совершенно нового флота с использованием наиболее современных для того времени технологий, ведя строительство силами наиболее квалифицированных корабелов.
Принявшись за вверенное ему дело, Крюйс проявил свойственный ему энтузиазм и крайнюю непримиримость к некачественной работе, медлительности и лени. За весну 1699 года вице-адмирал осуществил сразу несколько дел, которые Пётр I едва ли считал выполнимыми, когда поручал их Крюйсу. Адмирал отремонтировал и привёл в «доброе» состояние 58 военных судов, считавшихся до того непригодными для плавания. Одновременно Крюйс возглавил работы по закладке 60 новых кораблей, а также сделал черновые чертежи первого русского 58-пушечного линейного корабля «Гото Предестинация» («Божие Предвидение») и совместно с царём Петром надзирал за его строительством.
После смерти в марте 1699 года первого главы русского военно-морского ведомства — Франца Лефорта, на его место царь назначил Фёдора Алексеевича Головина — человека совершенно не разбиравшегося в морском деле и, как полагает Тургрим Титлестад, получившего назначение на этот пост только для того, чтобы не слишком раздражать недругов царя Петра, очень болезненно воспринимавших назначения иноземцев, таких как Патрик Гордон и Франц Лефорт, на высокие «командные» должности. Корнелиус Крюйс стал ближайшим советником Головина и фактически «истинным руководителем флота».

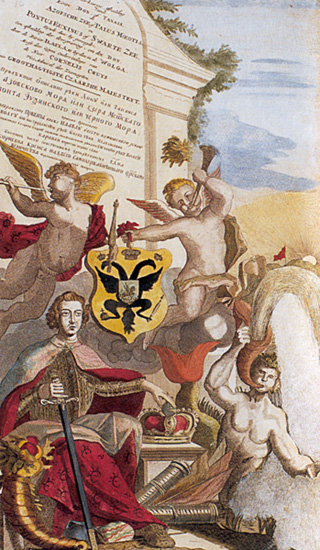
Первый русский атлас (Атлас Крюйса), разработанный адмиралом Крюйсом и Петром Великим и изданный в Амстердаме в 1703—1704.

14 августа 1699 года вице-адмирал Крюйс во главе русской флотилии из 10 боевых кораблей и 2 галер, отобранных для похода лично Петром I, вышел из Азовского моря на корабле «Благое начало». Флагманом флотилии был 46-пушечный корабль «Крепость» под командованием капитана Памбурга. Вице-адмиралу была поручена важная миссия — доставить в целости и сохранности русского посла Е. И. Украинцева в Стамбул для заключения с турками мирного договора — необходимой гарантии нейтралитета Турции накануне уже намеченного открытия Россией военных действий против Швеции на Балтике.
На рассвете 18 августа 1699 года корабли флотилии Крюйса, на борту одного из которых находился русский царь, бросили якорь в гавани Керчи. Русские корабли в Керчи встретил турецкий флот в составе 4 военных кораблей и 9 галер: оба флота салютовали друг другу из пушек. Турецкая сторона в лице коменданта Керчи Гасан-паши, узнав, что русский флот, сопровождающий посольство Украинцева, намерен двигаться Чёрным морем до Стамбула, в течение одиннадцатидневных переговоров добивалась отказа русской стороны от её первоначальных планов и предложила посольству Украинцева двигаться к Стамбулу сухопутным путём. В итоге переговоров турки пошли на уступки русской делегации, в состав которой входил и Корнелиус Крюйс, и разрешили посольству Украинцева двигаться в Стамбул морем на русском 46-пушечном корабле «Крепость» в сопровождении 1 турецкого корабля. По-видимому, основная заслуга в благоприятном для русской стороны итоге переговоров принадлежала Крюйсу, который будто бы с недипломатичной прямотой заявил после длительных и нерезультативных переговоров:

В таком случае [в случае срыва переговоров] русским будет проще отыскать дорогу от Керчи до Константинополя, чем туркам в обратном направлении.

После благополучной отправки посольства Украинцева Крюйс возвратился в Воронеж. Вплоть до 1702 года Крюйс продолжал трудиться в Воронеже. Он по-прежнему занимался ремонтом и снабжением кораблей Азовского флота. Помимо выполнения своих основных обязанностей, вице-адмирал Крюйс уделял немалое внимание и работам по картографированию Азовского моря и реки Дон, начатым до него русскими и голландскими специалистами. Итогом этой деятельности вице-адмирала стала точная карта Азовского моря и устья реки Дон, изданная в Нидерландах в 1704 году, пользуясь которой можно было проводить российский флот через мелководное устье Дона в Азовское море и далее в Чёрное.

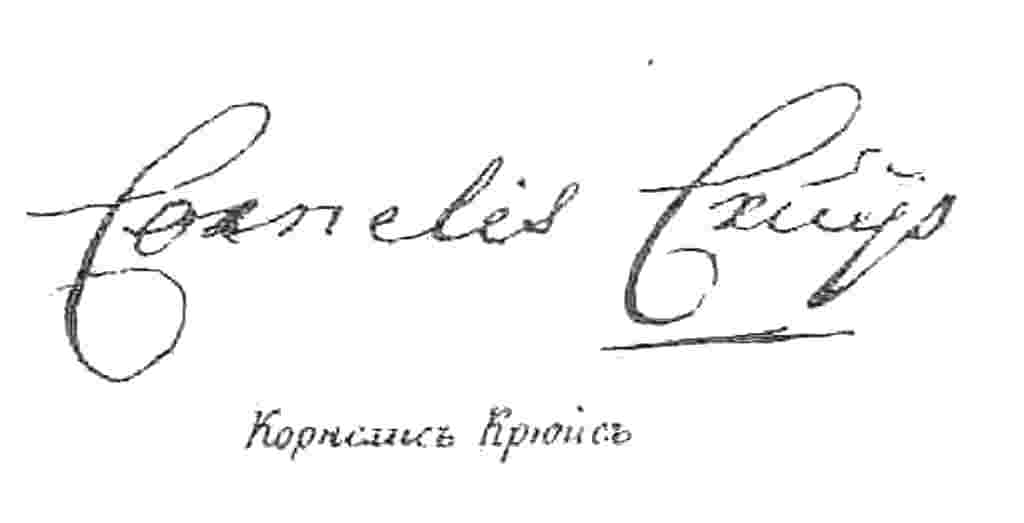
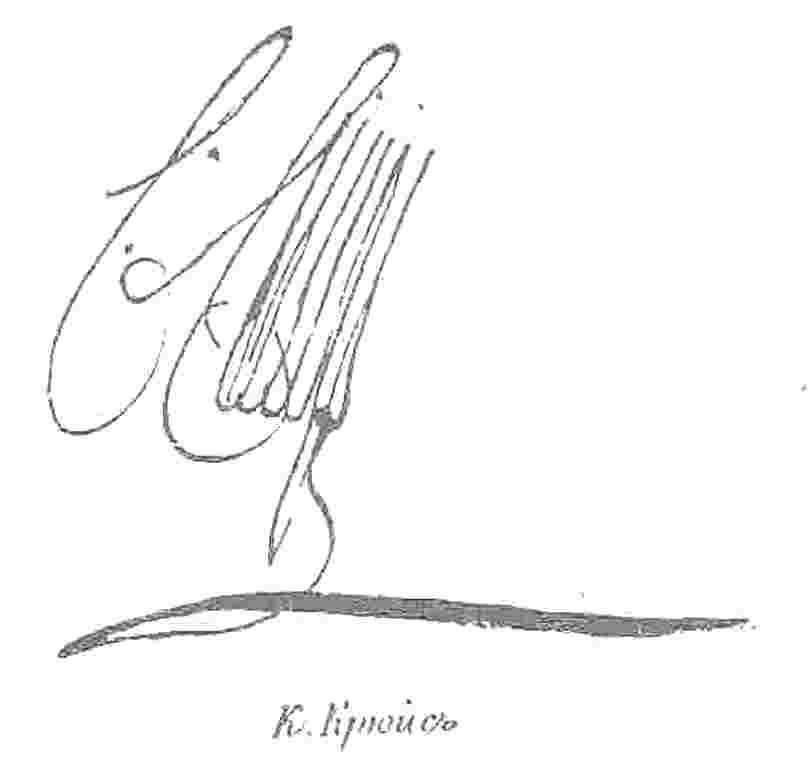

Подписи

### Крюйс в Архангельске (март—август 1702 года)

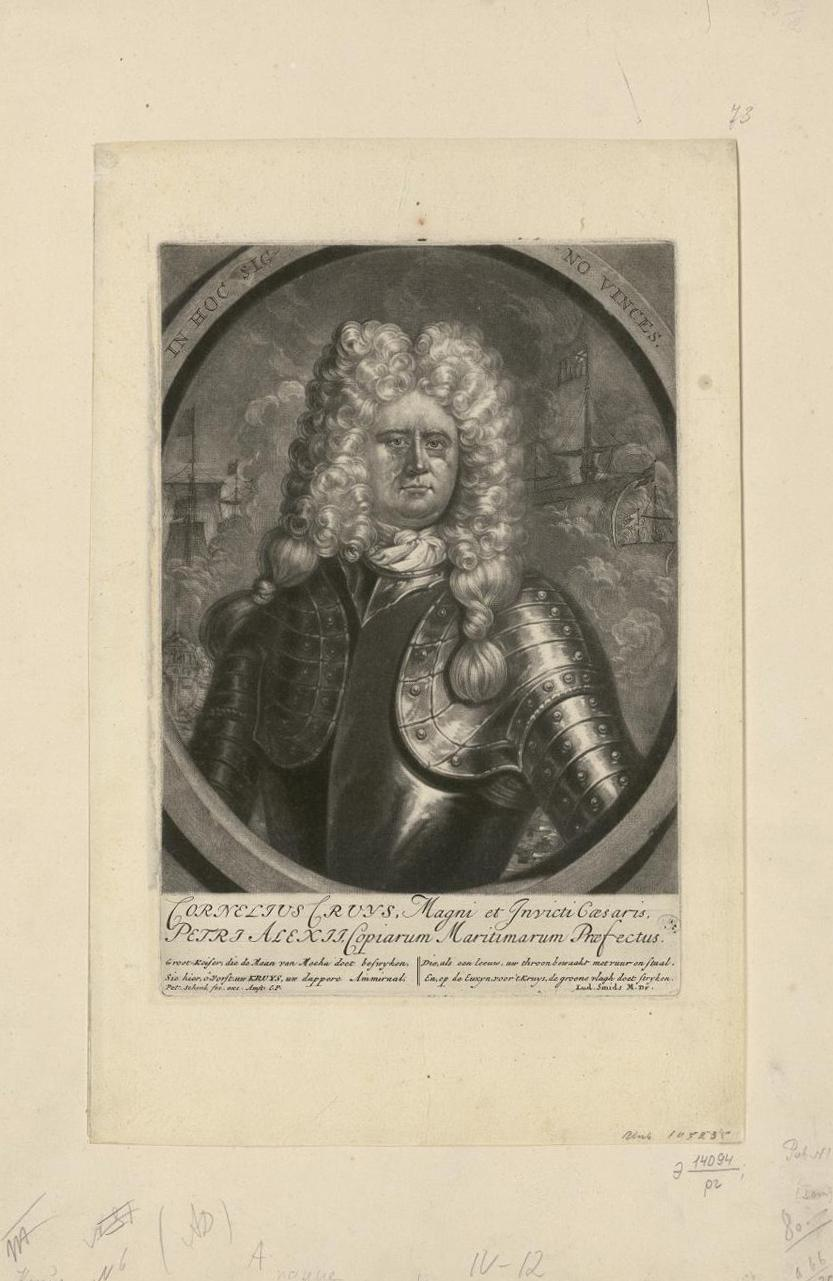
Портрет адмирала К.И. Крюйса работы Шенка Петера Старшего

В марте 1702 года после четырнадцатидневного пути Крюйс прибыл в Архангельск. Вице-адмиралу лично Петром I было поручено заняться укреплением оборонительной системы города для предотвращения повторных попыток шведов уничтожить единственный русский торговый порт, через который осуществлялась вся внешняя торговля Русского государства с Западной Европой. Так, весной 1702 года русским послом в Нидерландах Андреем Артамоновичем Матвеевым была раздобыта информация о подготовке шведами более крупной, чем в 1701 году, экспедиции против Архангельска.
После прибытия в Архангельск вице-адмирал быстро установил, что с военной точки зрения состояние Архангельска было безнадёжно плохо: крепостные сооружения города были запущены, а два корабля, захваченные в 1701 году у шведов, не были боеспособны и никто не нёс ответственности за их непригодное к военно-морской службе состояние. Несмотря на то, что имелось оборудование и люди для починки как кораблей, так и укреплений, архангельский воевода Алексей Петрович Прозоровский утверждал, что не получал от царя никаких приказов о начале работ, а поэтому не видел причин содействовать Крюйсу в обоих этих начинаниях.
Так как Крюйс имел под своим командованием 1200 архангельских солдат, он захотел привлечь их к ремонту запущенных городских крепостных сооружений. Однако архангельский воевода вновь воспрепятствовал в этом деле Крюйсу. Пользуясь своими служебными полномочиями, он саботировал деятельность вице-адмирала, приказав солдатам выполнять только те задачи, которые сам считал нужными, а неповиновавшихся своему приказу — пороть. В ответ на протесты Крюйса воевода отвечал: «В Архангельске правит воевода, а не вице-адмирал». Исход противостояния между Крюйсом и Прозоровским неизвестен.
Несмотря на противодействие местного воеводы, кое-что для укрепления Архангельска было сделано. Крюйс как командир архангельской эскадры инспектировал её корабли в Белом море и плавал до знаменитого Соловецкого монастыря. Кроме того, вице-адмирал собирал сведения о ситуации в дельте Северной Двины. Итогом его деятельности стало сосредоточение в руках вице-адмирала важной информации об имевшихся в этой местности ресурсах для борьбы со шведами.
Пётр I, прибывший в конце мая 1702 года из Москвы в Архангельск, сразу после своего приезда занялся строительством архангельских фортификаций и новых военных кораблей. Однако сведения о том, потребовал ли он от Крюйса личного отчёта о происшедших в Архангельске событиях, отсутствуют.

### Поездка в Нидерланды
В августе 1702 года Пётр I покинул Архангельск, поручив вице-адмиралу Крюйсу чрезвычайно важное для России задание. Северная война требовала наравне с новыми поставками оружия новых имевшихся за рубежом знаний, а также новых офицеров и рядовых, поэтому Крюйс должен был «добыть» их в Нидерландах, произведя необходимые закупки и наём необходимых русской армии и флоту офицеров и рядовых. Задание, порученное Петром I Крюйсу, было своеобразным знаком доверия царя к Крюйсу. «Вице-адмирал прибыл в Амстердам с государственными тайнами России и мог предать давшего ему поручение царя Петра», но очевидно, что царь Пётр доверял репутации Крюйса и знал, что Корнелиус Крюйс этого никогда не сделает.
Крюйс, отправившийся из Архангельска на голландском судне в августе 1702 года, прибыл в Амстердам в сентябре или октябре того же года. Одним из наиболее приятных и лёгких заданий для Крюйса было порученное ему издание «Атласа реки Дона» — результат его собственных кропотливых картографических трудов. Атлас был в итоге издан в 1703 году в амстердамском издательстве.
Перед отправлением в Россию Крюйсу было дано два главных поручения. Первым из них было размещение 150 русских юношей на нидерландских военных кораблях для практического обучения морскому делу. Однако по приезде в Голландию с воплощением этого поручения возникли серьёзные трудности. Хотя старый друг Крюйса, амстердамский бургомистр Николаас Витсен, входивший в состав руководства нидерландской Ост-Индской компании, и сделал всё от него зависевшее, ему не удалось добиться приёма юношей на корабли. Крюйс вместе со своими подопечными прибыли в Нидерланды слишком поздно осенью, когда нидерландские суда уже были полностью укомплектованы экипажами для зимнего плавания. К тому же даже секретарь Амстердамского Адмиралтейства Де Вилде, благожелательно отнёсшийся к просьбе обратившегося к нему Крюйса, отметил, что многие из русских ещё слишком юны, чтобы быть допущенными на суда.

И вновь вице-адмирал оказался в ситуации, казавшейся безнадёжной. Он нёс персональную ответственность за полторы сотни юношей, которые не говорили ни на каком ином языке, кроме родного. Крюйсу изо дня в день надо было заботиться об их пропитании и жилье и отчаянно искать выхода из сложившегося положения.

Несмотря на возникшие проблемы, Крюйсу, тем не менее, удалось пристроить несколько человек на ост-индские суда, ещё нескольких юношей ему удалось разместить на китобойных судах, шедших в ледяную Гренландию. Всех своих прочих учеников ему пришлось устраивать в окрестностях Амстердама учениками кузнецов, портных, плотников и инструментальщиков. Собственное отчаяние из-за невозможности трудоустройства русских молодых людей Крюс выразил в письме в Россию. В нём он писал, что легче было бы устроить на службе 2000 взрослых русских, чем полторы сотни этих юношей. К тому же из-за начавшейся войны за испанское наследство, в которую оказались втянуты Нидерланды, условия жизни в Амстердаме ухудшились. Крюйс, которому не удалось устроить всех своих подопечных даже учениками местных ремесленников, осознавал, что полсотни оставшихся могут быть восприняты как угроза для безработных голландцев, а потому предложил в письме царю Петру I оплатить за собственный счёт школьное обучение оставшихся неустроенными, и брался удостоверить, что некоторые юноши сами просились в школу, а также подчёркивал, что в этой большой группе юношей есть много очень одарённых. Он писал:

Думаю, что великий государь никогда лучшее дело не сотворил, ниже сие, что ребят дал во учение. Если в воле моей было, и я бы ребят ещё год в немецкой школе подержал и тогда бы их отдал докторскому, медицинскому и философскому учению.

Летом 1703 года вице-адмиралу было дано разрешение на отправку в школу 33 юношей. Крюйс написал Ф. А. Головину, что выполняет это задание с радостью; он послал также в Москву выписки из писем юношей, чтобы показать, что они проявляют способности и прилежание. Царя Крюйс заверял в том, что на всём протяжении своего пребывания в Амстердаме он будет заботиться о них, как о собственных детях.
Во время своего пребывания в Амстердаме вице-адмирал Корнелиус Крюйс не забывал и о втором главном поручении царя Петра I — найме новых офицеров и матросов, закупке оружия и боеприпасов. В первое время Крюйсу удавалось нанимать морских офицеров и матросов на русскую службу, но успехи вице-адмирала в этом начинании стали всё больше тревожить амстердамское Адмиралтейство. Наём голландских моряков на русскую службу ставил под угрозу срыва набор в военно-морской флот республики Соединённых провинций, участвовавшей в грозившей стать затяжной Войне за испанское наследство. В марте 1703 года нидерландскими властями было предписано завершить кампанию по набору личного состава на корабли в четырнадцатидневный срок (при этом запрещался наём матросов на частные суда), и лишь только через месяц этот запрет был снят, а Крюйс продолжил свою работу по вербовке людей на русскую военно-морскую службу. Поскольку в Нидерландах в связи с ведением войны имелся дефицит квалифицированных моряков, Крюйс не был удовлетворён числом людей, нанятых им в Нидерландах. Поэтому часть моряков была нанята им в Норвегии, на обратном пути в Россию. Всего же в 1703—1704 годах Крюйсом было нанято 96 морских офицеров и матросов. Осенью 1703 года, благодаря стараниям Крюйса, в Архангельск с первыми кораблями прибыли около 450 нанятых Крюйсом человек, в том числе 190 женщин и детей. В 1704 году в Архангельский порт прибыло ещё 177 голландцев. Среди них были и деятели искусства: скульпторы, живописцы и архитекторы.
Многие из людей, прибывших летом 1704 года вместе с возвратившимся в Россию Крюйсом, позднее прославились и достигли высоких званий и должностей. Так, Крюйс привёз с собой будущего полярного путешественника и адмирала Витуса Беринга, канцлера и генерал-адмирала Генриха Иоганна Фридриха Остермана, адмирала Питера Бредаля, а также и некоторых менее известных, но не менее важных в истории русского военно-морского флота лиц: шаутбенахта Вейбранта Шельтинга, капитана 1 ранга Хенрика Весселя, капитан-командора Питера Брандта и капитана Тёрреса Тране (оба последних были родом из Ставангера).
Хотя нидерландским властям не слишком по душе было то, что Крюйс отнимает у них моряков, тем не менее, русским закупкам оружия они были очень рады, несмотря на имевшееся перед шведами обязательство не поставлять России оружие и боеприпасы. Тому, что члены амстердамской ратуши закрывали глаза на продажу России оружия, Крюйс был обязан своему другу Николаасу Витсену.

Многосторонняя одарённость и деятельность Крюйса выразилась в том, что одновременно с упомянутыми делами он поддерживал контакты с царём. Норвежец следил за политическими и военными инициативами с учётом развития событий на Балтике и постоянно участвовал в дипломатических дискуссиях с представителями других, помимо Нидерландов, государств… не следует исключать возможности и того, что он играл важную роль в русской разведывательной сети, о чём в Западной Европе едва ли не подозревали… В общем, мы можем сказать, что Крюйс не только наблюдал за обучением русских военно-морскому делу, набирал офицеров и матросов, закупал оружие, но и играл роль в большой политике. Трудясь в Нидерландах, он действовал в геополитических интересах России на Европейском континенте… Трудно себе представить, как страна и Пётр достигли бы столь благоприятных результатов, если бы не личные усилия и вклад в дело Корнелиуса Крюйса.

### Служба в 1704—1710 годах

#### Возвращение в Россию и новое назначение
После возвращения в Россию летом 1704 года Корнелиусу Крюйсу поручили заведовать вооружением кораблей Балтийского флота и всеми чинами судовых команд. Вице-адмирал осуществлял надзор за строительством жилья для рабочих, строивших Санкт-Петербург, и отвечал за противопожарную безопасность и защиту построек от невских наводнений. Одновременно он разработал проект собственного дома, известного как «дворец Крюйса», который был начат в 1705 году и представлял собой двухэтажный деревянный дом, объединивший в себе особенности русского, голландского и норвежского стилей. Дом размещался на участке между Адмиралтейством и дворцом Петра I (на месте будущего здания Большого Эрмитажа), двор простирался до Греческой улицы. С 1719 по 1723 года по проекту Г. Маттарнови и Н. Гербеля на набережной Невы возводится новый адмиральский дом в 18 окон с пристанью. «Дворец Крюйса» считался одним из самых роскошных в городе. Внутри двора был разбит сад в стиле барокко и выстроена кирха.

#### Оборона Котлина
Осенью 1704 года вице-адмирал прибыл на остров Котлин. Главной задачей К. И. Крюйса было как можно скорее укрепить оборонительные сооружения острова для успешного отражения готовящегося нападения на Котлин шведской эскадры под руководством тёзки Крюйса адмирала Корнелиуса Анкаршерны и недопущения захвата острова шведами. Захват Котлина шведским десантом грозил полной блокадой устья Невы и уничтожением строившегося Санкт-Петербурга. Весной 1705 года Крюйс был назначен командующим Балтийским флотом и командиром сухопутных частей, дислоцированных на Котлине. К тому времени на острове было завершено строительство артиллерийской батареи, строившейся под руководством сына Крюйса, Яна. Батарея получила название «Святой Яна», «Сант-Яна» или просто «Ивановская» — в честь Яна Крюйса.

### Дальнейшая служба
- Под наблюдением Крюйса было закончено создание крепости и гавани в Кронштадте и Толбухина маяка.
- В 1709 году на территории усадьбы К. Крюйса был открыт первый лютеранский приход для иностранных моряков и строителей города. Там же открылась первая в городе школа для их детей. Впоследствии школа переехала на Невский проспект, д. 22/24 и получила название «Петришуле». Школа является старейшим учебным заведением в Петербурге, а К. Крюйс считается её основателем.
- Возглавляя в 1713 году эскадру в Финском заливе, Крюйс имел под своим командованием Петра Великого. 11 июля этого года вблизи Ревеля (ныне — Таллин) русская эскадра (7 кораблей), заметив отряд из 3-х неприятельских судов, пустилась за ними в погоню, но корабли «Рига» и «Выборг» сели на мель, а неприятель успел уйти. «Ригу» удалось снять с мели, а «Выборг» пришлось сжечь. За прекращение погони военный суд, в состав которого входил сам царь, приговорил Крюйса к смертной казни, заменённой ссылкой в Казань (посадка кораблей на мель в вину не ставилась ввиду её отсутствия на картах)[44]. После возвращения из ссылки, Крюйс был назначен в 1717 году вице-президентом Адмиралтейств-коллегии.
- 10 апреля 1722 возглавил созданную Петром I службу постоянных метеорологических наблюдений.
- Лишь после смерти Петра Екатерина Первая вернула Крюйсу все его награды и ордена.
- Скончался Крюйс 3 (14) июня 1727 года от сердечного приступа в Санкт-Петербурге. Похоронен в церкви Ауде керк в Амстердаме.

### Послужной список
- 1698 год — Принят в русскую службу в Голландии из капитанов, и пожалован чином вице-адмирала. Составил первые правила морской службы, заимствуя их из голландского и датского уставов. Принимал участие в найме для флота многих иностранцев, с которыми и прибыл в Россию в том же году. Отправлен в Воронеж, где занимался устройством заводимых там адмиралтейства и флота.
- 1699 год — Участвовал в Керченском походе, командуя кораблём «Благое начало»; во время плавания по Дону производил опись реки и составил её атлас и описание плавания флота по Дону от устья реки до Воронежа, и от Таганрога до Керчи, и обратно.
- 1700—1701 годы — Занимался устройством флота в Воронеже.
- 1702 год — Укреплял Архангельск, командуя архангельскою эскадрой, плавал с ней в Белом море до Соловецкого монастыря и селения Нюхча в Онежском заливе, а осенью отправился на иностранном купеческом судне в Голландию.
- 1703 год — Находился в Голландии, заведуя наймом иностранцев для русского флота, и распределением по кораблям, портам и школам посланных с ним русских для обучения морскому делу и адмиралтейским мастерствам.
- [1704 год — Через Архангельск возвратился из Голландии в Петербург; по прибытии вступил в управление Балтийским флотом. Установил порядок в распределении команд по судам, в снабжении судов и адмиралтейства припасами, продовольствии и обмундировании морских служителей.
- 1705 год — Начальствовал обороной Котлина и флотом, расположенным у Кроншлота, имея флаг на корабле «Дефам»; отразил нападение сильнейшего шведского флота, имевшего намерение разорить Петербург.
- 1706 год — Стоял с флотом у Кроншлота, имея флаг на корабле «Олифант».
- 1707 год — Имея флаг на корабле «Дефам», находился во флоте под начальством адмирала Апраксина, и выходил в первое крейсерство к Красной Горке.
- 1708 год — Имея флаг на корабле «Олифант», находился с флотом у Кроншлота, в полной готовности отразить нападение пришедшего на вид Котлина шведского флота.
- 1709 год — Начальствовал флотом, стоявшим у Котлина, имея флаг сначала на корабле «Олифант», а потом на корабле «Думкрат».
- 1710 год — Начальствуя флотом и имея флаг на корабле «Олифант», сопровождал до Бьёорке посланный к Выборгу транспорт с провиантом и осадной артиллерией. Производил промер фарватеров у Кроншлота. На случай войны с Турцией, осенью, послан в Воронеж, для приготовления к кампании Азовского флота.
- 1711 год — Имея флаг на корабле «Меркуриус», начальствовал эскадрой Азовского флота, стоявшею в таганрогской гавани. По заключении мира с Турцией, отправился в Петербург; деятельно принялся за улучшение адмиралтейств в Петербурге и на Котлине; при последнем заведовал устройством гавани и казарм.
- 1712 год — Командовал флотом, стоявшим у Кроншлота, имея флаг на корабле «Рига»; высылал некоторые из судов своей эскадры преследовать отделившихся от шведского флота крейсеров, и, впоследствии, за преждевременное прекращение погони, подвергся суду. На свадьбе государя занимал «отцово» место.
- 1713 год — Находился с эскадрой в плавании, имея флаг на корабле «Рига»; посланный к Ревелю для соединения с пришедшими туда из заграницы покупными кораблями, встретил и преследовал три неприятельских корабля. Во время этой погони корабли «Выборг» и «Рига» сели на мель, другие же прекратили погоню. Корабль «Рига» удалось снять с мели, а «Выборг» был сожжён.
- 1714 год — Обвинённый по суду в потере корабля и упущении неприятеля, а также за прекращение погони, приговорён к смертной казни, заменённой ссылкой в Казань, куда он немедленно и отправился.
- 1715 год — Возвращён из ссылки и назначен заведовать адмиралтейскими и экипажескими делами.
- 1716 год — За медлительность в снабжении Ревельской эскадры получил строгий выговор государя, с угрозой, «ежели впредь так поступать будете, то можете живот свой потерять».
- 1717 год — Был послан в Ревель для принятия мер обороны порта и стоявших в нём судов от ожидаемого нападения шведов.
- 1717 год — 15 декабря назначен вице-президентом Адмиралтейств-коллегии, состоял в этой должности до самой кончины.
- 1721 год — 22 октября по случаю заключения мира со шведами произведён в адмиралы.
- 1722 год — За отсутствием графа Апраксина исполнял его обязанности по управлению флотом и портами.
- 1723 год — За небытность на «водяной ассамблее» подвергся штрафу в 50 рублей.
- 1725 год — За болезнью нередко в коллегию не ездил, а дела подписывал на дому.
- 1727 год — 3 июня скончался в Петербурге. Погребён в Амстердаме.

## Память
- В Таганроге имя адмирала Крюйса носит улица.
- В родном городе адмирала, Ставангере, установлен скульптурный памятник работы Пера Унга (Per Ung)[45].
- Именем адмирала назван подземный переход под Шуваловским проездом Государственного Эрмитажа. Переход построен на месте, где до середины XVIII века находился дом Корнелиуса Крюйса.

### Статьи
- Конингсбругге Х. ван. Секретная деятельность Корнелиуса Крюйса в Нидерландах // Титлестад Т. Корнелиус Крюйс: Адмирал Петра Великого : сборник статей. — М.; СПб., 1998.
- Крюйс, Корнелий Иванович // Русский биографический словарь : в 25 томах. — СПб.—М., 1896—1918.
- Крейс, Корнелий Иванович — статья в Военной энциклопедии Сытина.
- Мазур Т. П. Личность адмирала К. Крюйса (Нильса Ольсена) // Адмирал Корнелиус Крюйс: Материалы семинаров: Санкт-Петербург, 9 декабря 1994 г.; Ставангер, 16 февраля 1995 г : сборник статей. — СПб., 1995.
- Шереметьев Б. Шпага адмирала Крюйса // Морской сборник : журнал. — 1989. — № 6. — С. 83—88.

### Книги
- Берх В. Н. Жизнеописание российского адмирала К. И. Крюйса / Составлено членом Государственного Адмиралтейского департамента В. Н. Берхом. — СПб.: В типографии Н. Греча, 1825. — 88 с.
- Ден, Джон. История Российского флота в царствование Петра Великого. — СПб.: Историческая иллюстрация, 1999. — 192 с. — ISBN 5-89566-006-1.
- Лурье В. М. Морской биографический словарь: Деятели Российского флота XVIII века / Научные редакторы: С. С. Атапин, А. Б. Морин. — СПб.: Информационный центр «Выбор», 2005. — 352 с. — 1000 экз. — ISBN 5-93518-037-5.
- Титлестад Т. Царский адмирал Корнелиус Крюйс на службе у Петра Великого / Пер. с норвежского Ю. Н. Беспятых. — СПб.: Русско-Балтийский информационный центр «Блиц», 2003. — 168, [16] с. — (Многонациональный Петербург). — 1000 экз. — ISBN 5-86789-144-5.
- Anderson R. C. Naval Wars in the Baltic (англ.). — London, 1969.
- Svenska flottans historia (швед.) / S. A. Svensson. — Stockholm, 1943. — Т. 2.
- Sjömaktens inflytande på Sveriges historia (швед.). — Stockholm, 1929.